# Israel nos Jogos Olímpicos de Verão de 1976
Israel competiu nos Jogos Olímpicos de Verão de 1976, realizados em Montreal, Canadá.